# Liceul teoretic republican ucrainean din Tiraspol
Liceul teoretic republican ucrainean în municipuil Tiraspol, Republica Moldova. Era creat în anul 1992. Primul bal de absolvire a elevilor a avut loc în 1994. Educația are două destinații: tehnică și umanitară. Anul școlar constă din două semestre. La sfârșitul fiecărui semestru are loc sesiunea. Diferența de la alte instituții de educație medie constă în faptul că în locul lecțiilor au loc ore (pereche de lecții).
Majoritatea absolvenților liceului își continuă studii în instituții de învățământ superior din Ucraina, Transnistria și Republica Moldova.
Primul director al liceului - Iușin. Din 1996 postul directorului liceului ține L.Zelinskaea. Partea absolvenților liceului rămân în colectiv pedagogic și predau ore elevilor noi.